# Garvin Cross
Pour les articles homonymes, voir Cross.
Garvin Cross est un acteur et cascadeur canadien.

## Filmographie partielle

### Cinéma
- 1994 : Crackerjack de Michael Mazo
- 1995 : Jackie Chan dans le Bronx de Stanley Tong
- 2001 : L.A.P.D. : Protéger et servir d'Ed Anders : Smith
- 2006: CHAOS de Tony Giglio

### Télévision
- 1995 - 2000 : Au-delà du réel : L'aventure continue (The Outer Limits)

- 2004 : Traque en haute montagne (Snowman's Pass) de Rex Piano (téléfilm)